# Sundown (film, 2021)
Pour le film de 2016, voir Sundown (film, 2016).
Pour plus de détails, voir Fiche technique et Distribution.
Sundown est un film franco-mexicano-suédois réalisé par Michel Franco et sorti en 2021.
Il est présenté à la Mostra de Venise 2021 avant une sortie au cinéma l'année suivante.

## Synopsis
Neil Bennett, originaire de Londres, est en vacances à Acapulco avec sa sœur Alice et les enfants de cette dernière, Colin et Alexa. Ils séjournent dans un hôtel luxueux, mangent dans les restaurants les plus chics et participent à de nombreuses activités ludiques. Cependant, Neil ne s'amuse pas. Un jour, Alice apprend par téléphone que sa mère est à l'hôpital. Immédiatement, toute la famille décide de rentrer en Angleterre. Sur le chemin de l'aéroport, Alice reçoit un deuxième appel l'informant que sa mère est décédée. Alice éclate en sanglots tandis que Neil reste calme. À l'aéroport, Neil fait croire qu'il a laissé son passeport à l'hôtel. Le reste de la famille part alors sans lui.
Neil va alors se lier d'amitié avec Jorge Campos, chauffeur de taxi local. Ce dernier emmène le Britannique dans un petit hôtel. Neil passe le temps à manger dans des restaurants bon marché et à visiter la plage. Il ignore les demandes d'Alice de rentrer à la maison et commence à sortir avec une femme nommée Berenice.

## Fiche technique
Sauf indication contraire, les informations mentionnées dans cette section peuvent être confirmées par la base de données cinématographiques IMDb,  présente dans la section « Liens externes ».
- Titre original et français : Sundown
- Réalisation et scénario : Michel Franco
- Direction artistique : Georgina Coca
- Décors : Claudio Ramirez
- Photographie : Yves Cape
- Son : Raúl Locatelli
- Montage : Óscar Figueroa et Michel Franco
- Production : Michel Franco, Cristina Velasco, Eréndira Nuñez Larios
- Sociétés de production : Teorema, Luxbox, Common Ground Pictures, Film i Väst
- Société de distribution :
  - Mexique : Video Cine
  - France : Ad Vitam Distribution
- Pays de production :  Mexique,  France,  Suède
- Format : Couleurs - 35 mm - 2,35:1
- Genre : drame
- Langues originales : anglais, espagnol
- Durée : 83 minutes
- Dates de sortie[1] : 
  - Italie : 4 septembre 2021 (Mostra de Venise)
  - Suède : 8 avril 2022
  - France : 27 juillet 2022
- Classification France : Tous publics lors de sa sortie (visa N° 157029)

## Distribution
- Tim Roth : Neil Bennett
- Charlotte Gainsbourg : Alice Bennett
- Henry Goodman : Richard
- Iazua Larios : Berenice
- Albertine Kotting McMillan : Alexa Bennett
- Samuel Bottomley : Colin Bennett
- Jesús Godínez : Jorge “Campos” Saldaña
- Godriyah Faozati : le masseur
- Ely Guerra : la chanteuse
- Karla Zamacoma : l'hôtesse de l'hôtel
- Ruben Maldonado : le chauffeur de l'hôtel
- Christopher Trujillo : Pony
- Monica Del Carmen : Luisa

## Production
Le tournage a lieu à Acapulco au Mexique.

## Accueil

### Critique
En France, le site Allociné propose une moyenne des critiques de presse à 3,3/5.

## Distinctions
- Festival international du film de Bruxelles 2022 : Grand prix[4].

### Sélections
- Mostra de Venise 2021 : en compétition
- Festival international du film de Toronto 2021 : en section Special Presentations